# 圣索沃尔德佩尔
圣索沃尔德佩尔（法語：Saint-Sauveur-de-Peyre，法語發音：[sɛ̃ sovœʁ də pɛʁ]）是法国洛泽尔省的一个旧市镇，属于芒德区。

## 地理
圣索沃尔德佩尔（44°39'31"N, 3°17'14"E）面积27.61 平方千米，位于法国奧克西塔尼大區洛泽尔省，该省份为法国南部内陆省份，北起上盧瓦爾省和康塔爾省，西接阿韦龙省，南至加尔省，东临阿尔代什省。
与圣索沃尔德佩尔接壤的市镇（或旧市镇、城区）包括：拉沙兹德佩尔、欧蒙欧布拉克、雅沃尔、里贝讷、雷库莱德菲马、圣莱热德佩尔、勒比松、圣科隆布德佩尔。
圣索沃尔德佩尔的时区为UTC+01:00、UTC+02:00（夏令时）。

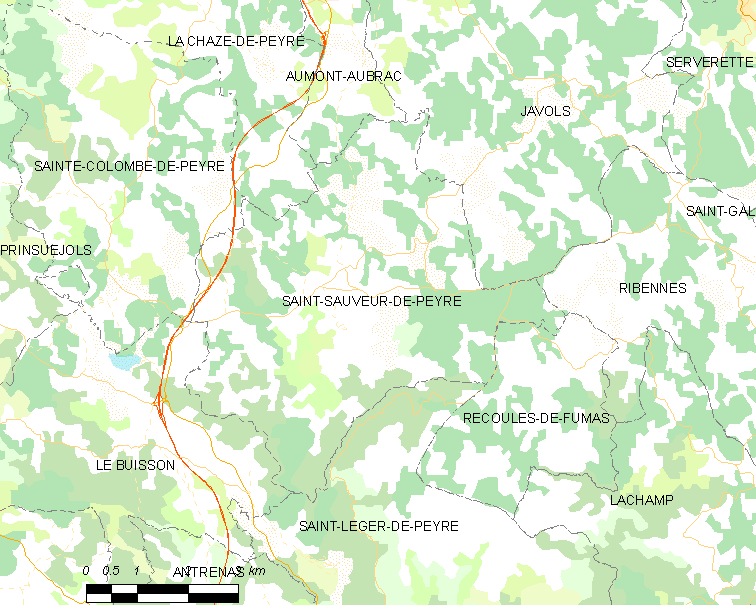
圣索沃尔德佩尔的OSM定位图

## 行政
圣索沃尔德佩尔的邮政编码为48130，INSEE市镇编码为48183。

## 政治
圣索沃尔德佩尔所属的省级选区为欧布拉克地区佩尔县。

## 人口

1962-2008年间圣索沃尔德佩尔人口变化图示

圣索沃尔德佩尔于2018年1月1日时的人口数量为244人。